# Spinnaker Tower

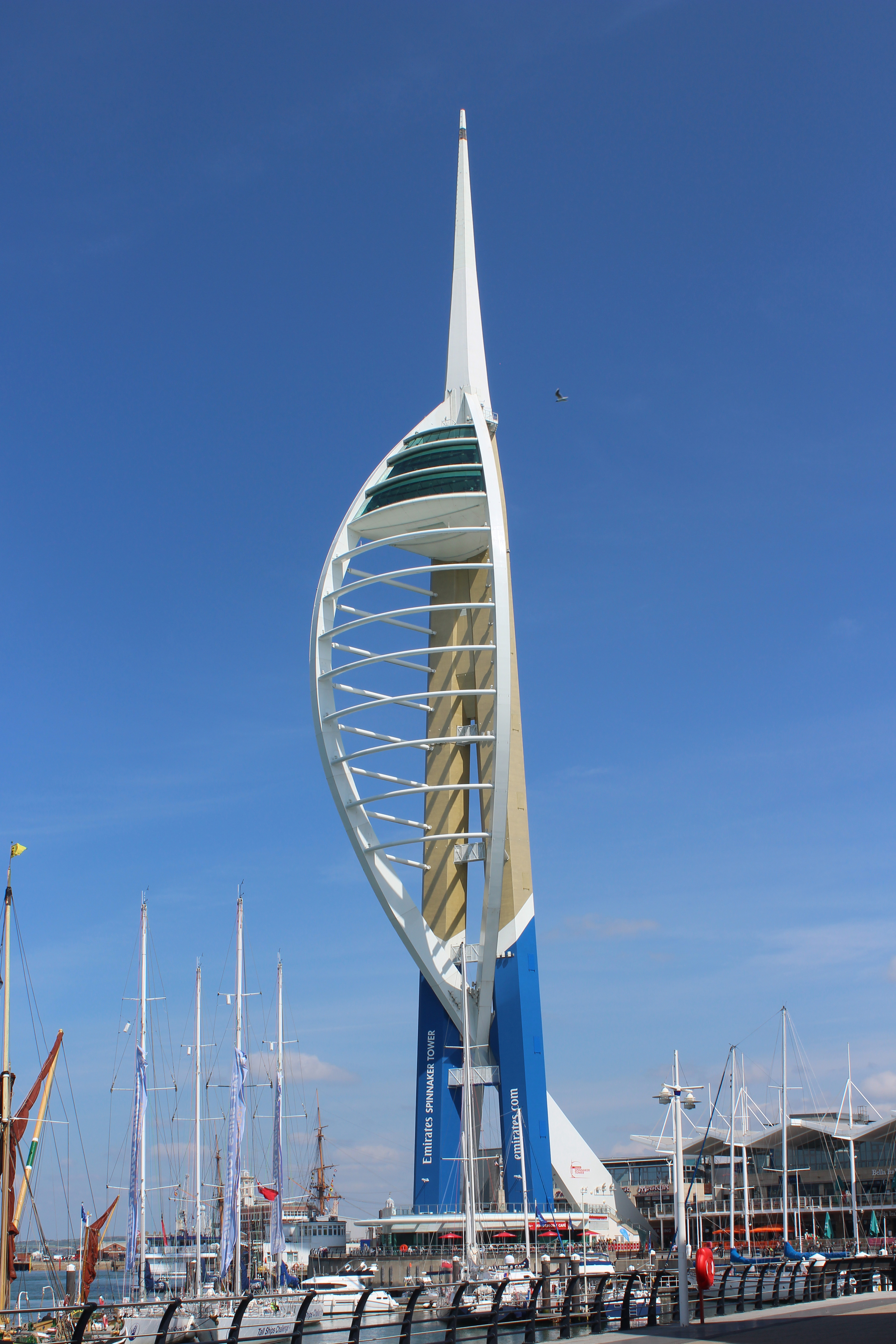
De Spinnaker Tower

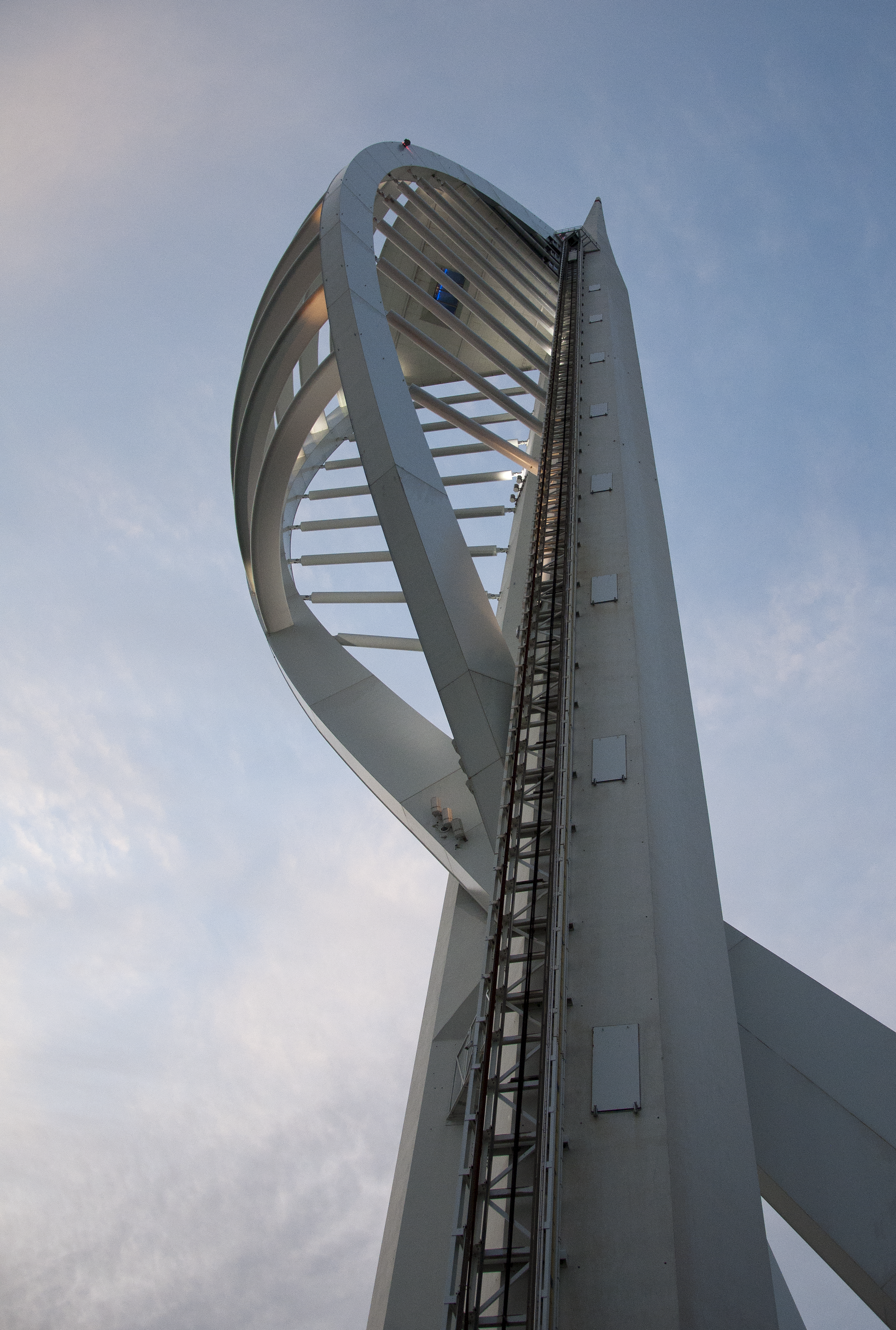
De Spinnaker Tower met de voorziening voor de externe lift

De Spinnaker Tower ("Spinnakertoren") is een uitkijktoren in de vorm van een spinnaker in de Engelse stad Portsmouth. Hij bevindt zich in het deel Gunwharf Quays. De toren is 170 m hoog en zijn vorm verwijst naar de band die de stad heeft met de zee.
De spinnaker gevormd door twee stalen bogen, verbonden met horizontale balken beschikt in het bovenste gedeelte over een driedubbel platform op 100 m hoogte dat bereikbaar is via 570 traptreden en een lift aan de binnenzijde. Het laagste platform heeft een glazen vloer, de grootste in Europa. Het eerste jaar werd het aantal verwachte bezoekers ruim overtroffen toen 600.000 mensen de toren bezochten.

## Geschiedenis
De planning voor de constructie van de toren begon in 1995 en de voltooiing was voorzien voor 1999. Herhaald uitstel en vragen voor extra financiering zorgden ervoor dat de toren zes jaar later was afgewerkt. Inkomsten werden gemist omdat de toren niet voor de viering van het millennium klaar kwam en men was verplicht de oorspronkelijke naam Portsmouth Millennium Tower te wijzigen in Spinnaker Tower.
Portsmouth City Council zag zich verplicht 11,1 miljoen pond bij te dragen in de kosten die voor de toren alleen opliepen tot 35,6 miljoen pond. Beleidsmensen betrokken bij het project zagen zich verplicht ontslag te nemen omwille van slecht onderhandelde contracten met de bouwers. Op een gegeven ogenblik zou het meer hebben gekost om het project te annuleren dan om het af te werken. In 2008/2009 verminderden de inkomsten aanzienlijk.
Er waren een aantal problemen met de glazen lift die voorzien was om de bezoekers aan de buitenzijde van de toren naar het platform te brengen. Op de openingsdag geraakten een aantal hooggeplaatste functionarissen anderhalf uur lang er in geblokkeerd. Abseilende mechaniekers bevrijdden hen uit hun hachelijke positie. Anno 2011 is de externe lift nog steeds niet in gebruik alhoewel die vanaf januari 2007 opnieuw operationeel had moeten zijn.
Een basejumper geraakte voorbij de veiligheidsdiensten en slaagde erin zijn sprong uit te voeren en zich op de grond uit de voeten te maken.

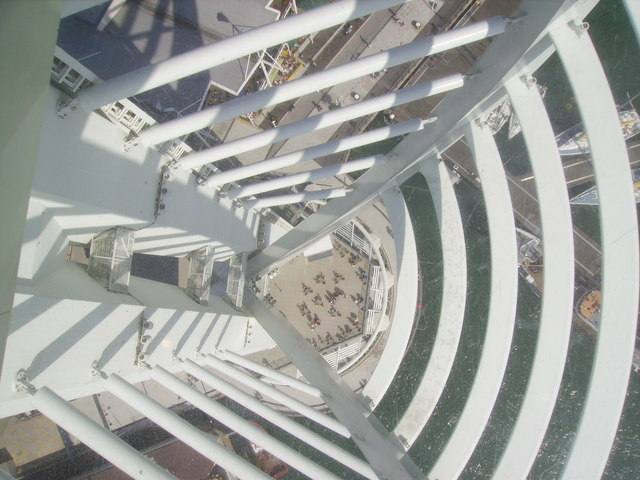
Zicht vanaf de glazen vloer